# ویلیام لاوا
ویلیام لاوا (انگلیسی: William Lava؛ ۱۸ مارس ۱۹۱۱ – ۲۰ فوریهٔ ۱۹۷۱) یک موسیقی‌دان اهل ایالات متحده آمریکا بود. وی بین سال‌های ۱۹۳۶ تا ۱۹۷۱ میلادی فعالیت می‌کرد.